# Барто (тауншип, Миннесота)
Барто (англ. Barto) — тауншип в округе Розо, Миннесота, США. На 2000 год его население составило 142 человека.

## География
По данным Бюро переписи населения США площадь тауншипа составляет 95,5 км², из которых 95,5 км² занимает суша, водоёмов нет.

## Демография
По данным переписи населения 2000 года здесь находились 142 человека, 51 домохозяйство и 44 семьи. Плотность населения —  1,5 чел./км². На территории тауншипа расположено 53 постройки со средней плотностью 0,6 построек на один квадратный километр. Расовый состав населения: 100,00 % белых.
Из 51 домохозяйств в 37,3 % воспитывались дети до 18 лет, в 80,4 % проживали супружеские пары, в 2,0 % проживали незамужние женщины и в 13,7 % домохозяйств проживали несемейные люди. 11,8 % домохозяйств состояли из одного человека, при том 7,8 % из — одиноких пожилых людей старше 65 лет. Средний размер домохозяйства — 2,78, а семьи — 3,05 человека.
26,1 % населения — младше 18 лет, 7,0 % — в возрасте от 18 до 24 лет, 31,7 % — от 25 до 44, 21,1 % — от 45 до 64, и 14,1 % — старше 65 лет. Средний возраст — 35 лет. На каждые 100 женщин приходилось 121,9 мужчин. На каждые 100 женщин старше 18 приходилось 118,8 мужчин.
Средний годовой доход домохозяйства составлял 46 875 долларов, а средний годовой доход семьи —  48 333 доллара. Средний доход мужчин —  29 688  долларов, в то время как у женщин — 17 031. Доход на душу населения составил 20 125 долларов. За чертой бедности не находились ни одна семья и ни один человек.